# Jasper County (Missouri)
Jasper County is een county in de Amerikaanse staat Missouri.
De county heeft een landoppervlakte van 1.657 km² en telt 104.686 inwoners (volkstelling 2000). De hoofdplaats is Carthage.

## Bevolkingsontwikkeling

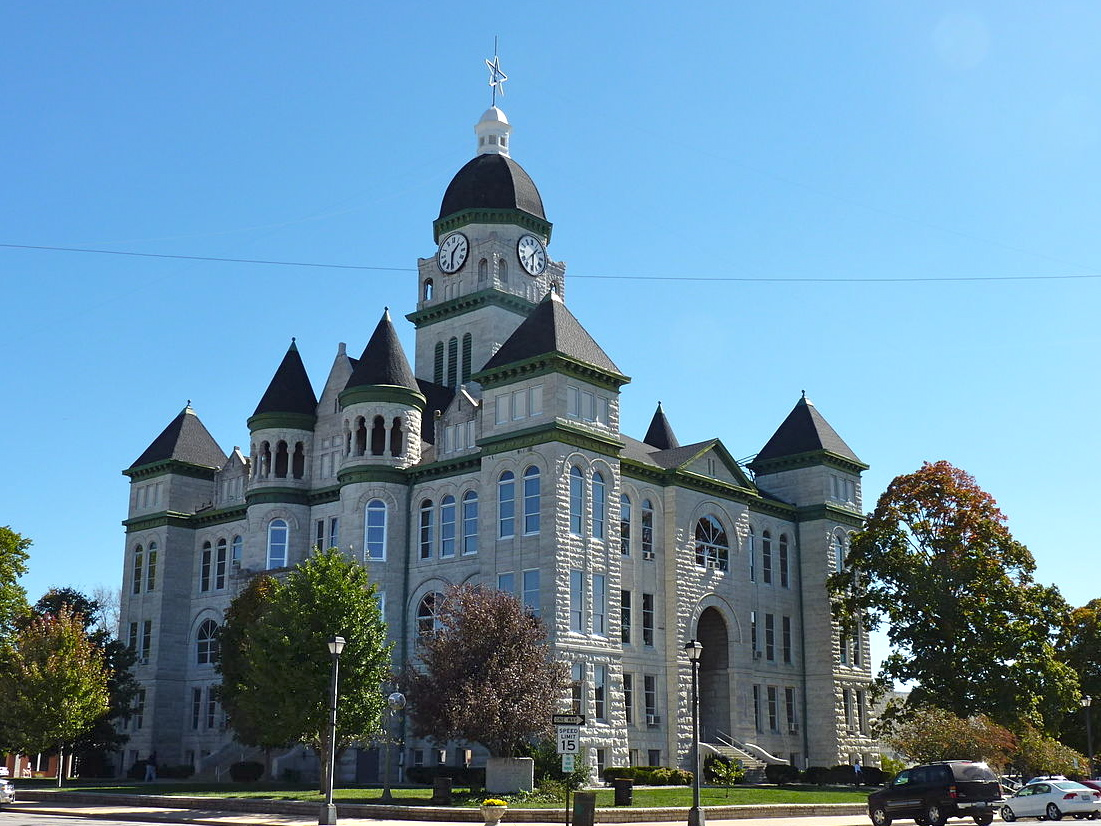
Jasper County Courthouse